# Botola 2
Das Botola 2 (arabisch البطولة, DMG al-Buṭūla) auch bekannt als Botola Pro 2 oder Groupement National de Football 2, ist die zweite professionelle Fußballliga in Marokko. Organisiert wird die Liga vom marokkanischen Fußballverband. An dem Wettbewerb nehmen 16 Mannschaften teil.

## Sieger
| Saison  | Meister              | Vizemeister               |
| ------- | -------------------- | ------------------------- |
| 1995/96 | Hassania d’Agadir    |                           |
| 1996/97 | Maghreb Fez          |                           |
| 1997/98 | FUS de Rabat         |                           |
| 1998/99 | RS Settat            |                           |
| 1999/00 | Racing de Casablanca |                           |
| 2000/01 | IR Tanger            | Club Stade Marocain       |
| 2001/02 | KAC Kénitra          | Chabab Mohammédia         |
| 2002/03 | Mouloudia d’Oujda    | AS Salé                   |
| 2003/04 | Olympique Safi       | Union Touarga             |
| 2004/05 | Maghreb Tétouan      | Difaâ d’El Jadida         |
| 2005/06 | Maghreb Fez          | Kawkab Marrakesch         |
| 2006/07 | FUS de Rabat         | KAC Kénitra               |
| 2007/08 | AS Salé              | Chabab Mohammédia         |
| 2008/09 | FUS de Rabat         | Wydad Athletic de Fès     |
| 2009/10 | JS Kasbah Tadla      | Chabab Rif Al Hoceima     |
| 2010/11 | CODM Meknès          | IZK Khémisset             |
| 2011/12 | Raja Beni Mellal     | RS Berkane                |
| 2012/13 | Kawkab Marrakesch    | AS Salé                   |
| 2013/14 | IZK Khémisset        | CA Khénifra               |
| 2014/15 | IR Tanger            | Mouloudia d’Oujda         |
| 2015/16 | CA Khénifra          | JS Kasbah Tadla           |
| 2016/17 | Rapide Oued Zem      | Racing de Casablanca      |
| 2017/18 | Mouloudia d’Oujda    | Youssoufia Berrechid      |
| 2018/19 | RCA Zemamra          | Raja Beni Mellal          |
| 2019/20 | Chabab Mohammédia    | Maghreb Fez               |
| 2020/21 | Olympique Khouribga  | Jeunesse Sportive Soualem |
| 2021/22 | Maghreb Tétouan      | Union Touarga             |
| 2022/23 | RCA Zemamra          | Youssoufia Berrechid      |
| 2023/24 | CODM Meknès          | Difaâ d’El Jadida         |